# Wasserschloss Quilow

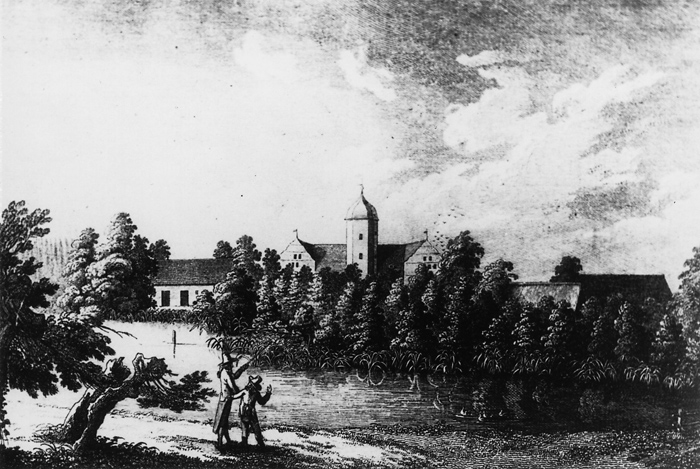
Schloss Quilow 1792

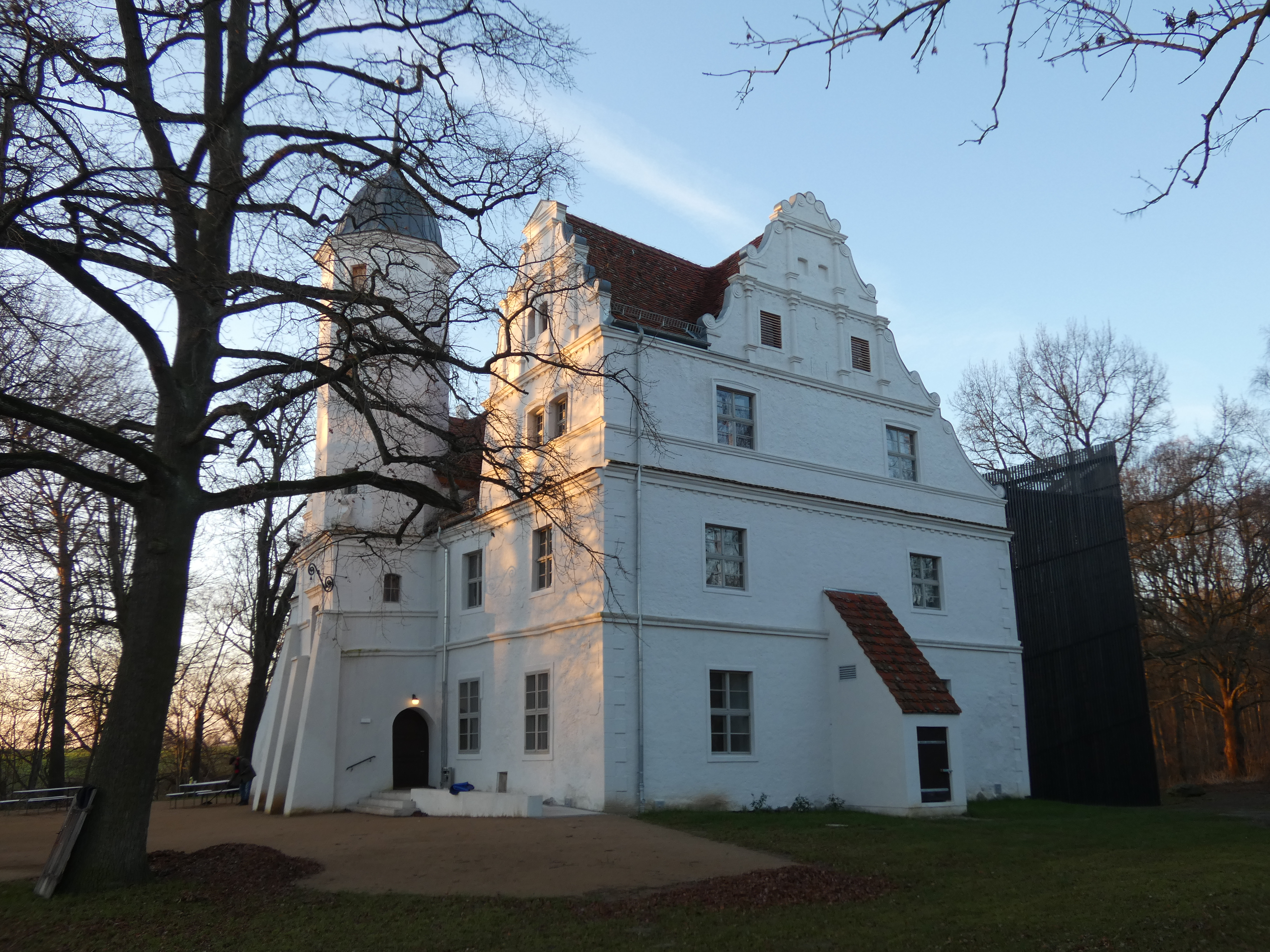
Schloss Quilow im Dezember 2020

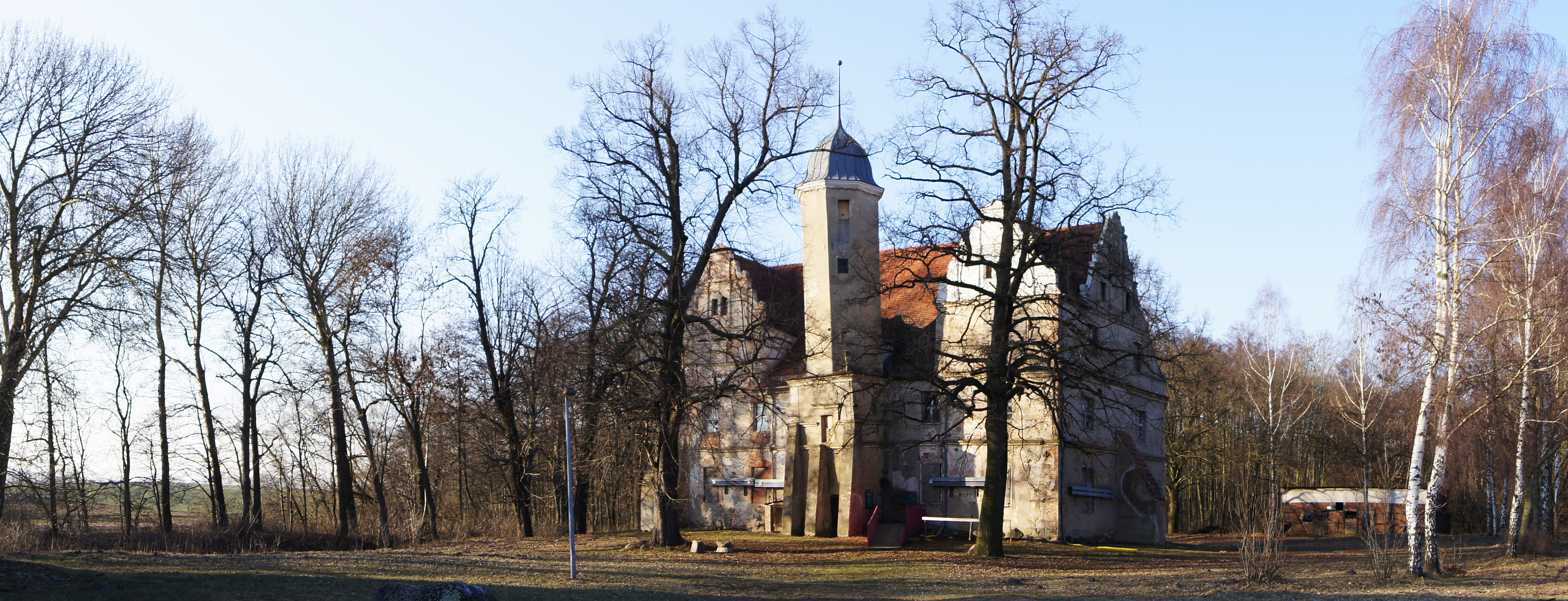
Schloss Quilow 2011, vor der Sanierung

Das Wasserschloss Quilow ist ein Herrenhaus im Ortsteil Quilow der Gemeinde Groß Polzin im Landkreis Vorpommern-Greifswald. Es gehört zu den wenigen erhaltenen Renaissanceanlagen in Mecklenburg-Vorpommern. Die 2022 abgeschlossene Sanierung war ein umfangreiches Modellprojekt der „Stiftung Kulturerbe im ländlichen Raum Mecklenburg-Vorpommern“. Das Schloss wird seither als Gastronomiebetrieb, Museum und für Veranstaltungen genutzt und gehört zu den touristischen Basisstationen im Naturschutzgroßprojekt Peenetal.

## Geschichte

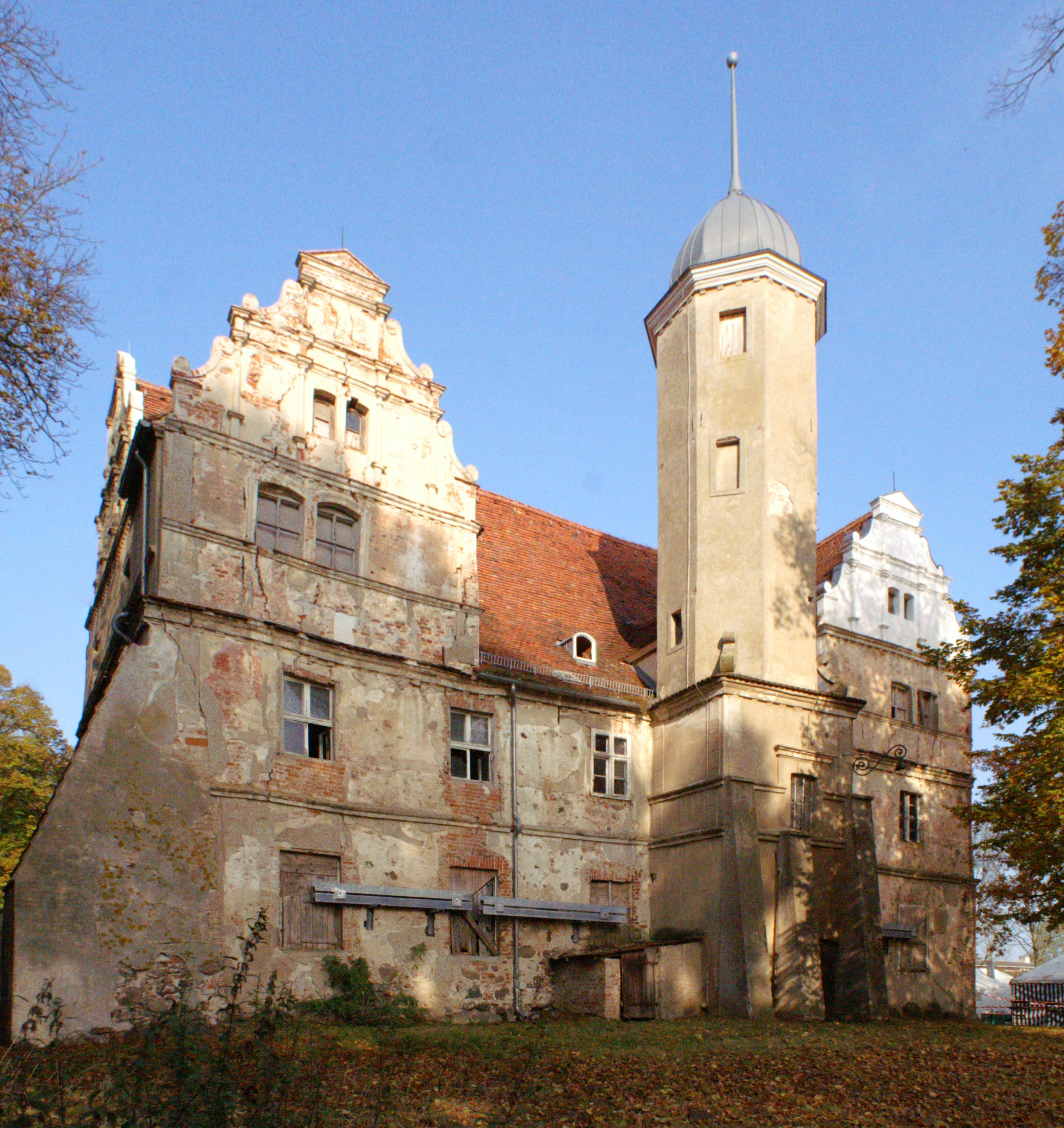
Schloss Quilow 2007

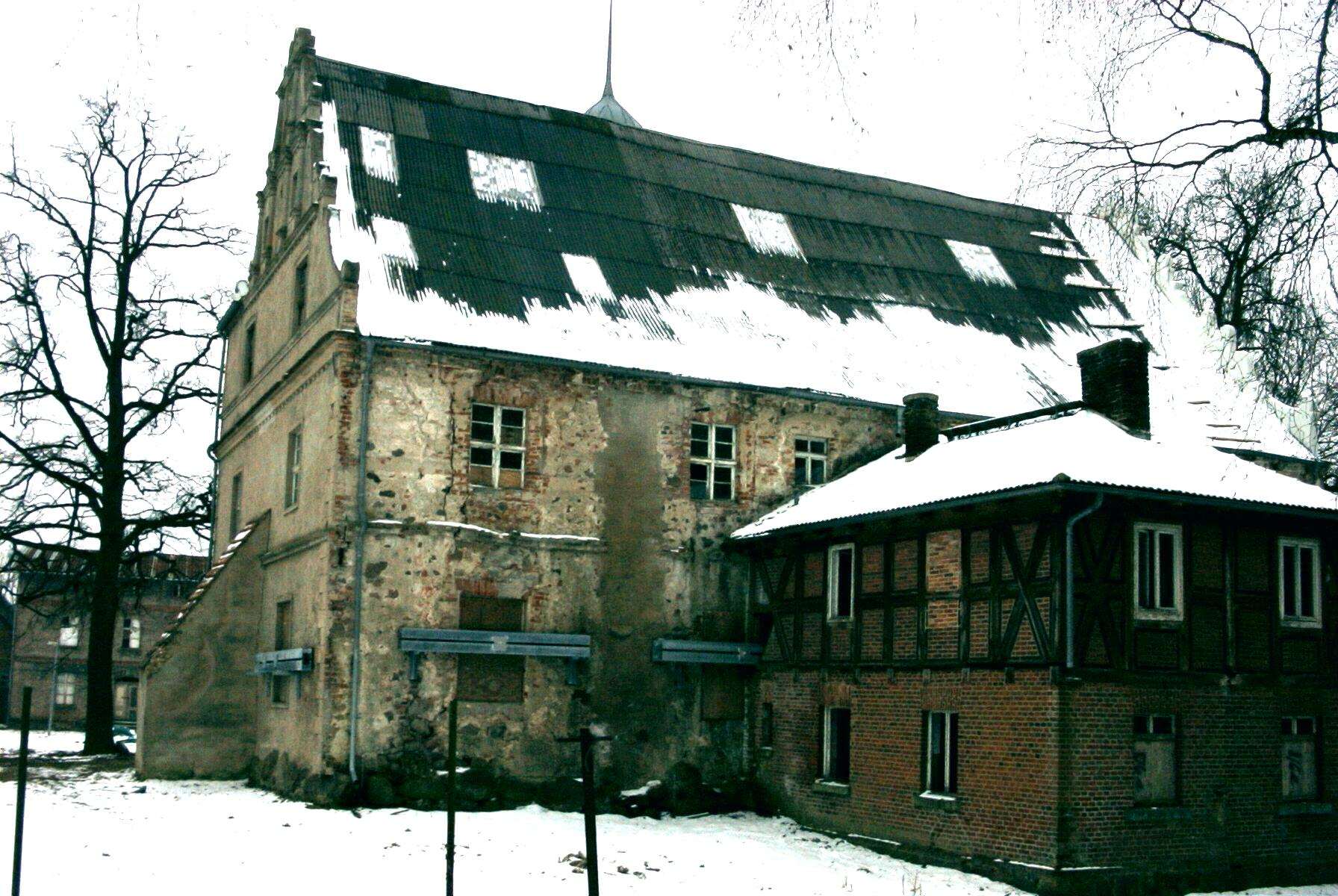
Schloss aus Nordosten mit dem inzwischen abgetragenen Wirtschaftsanbau (2003)

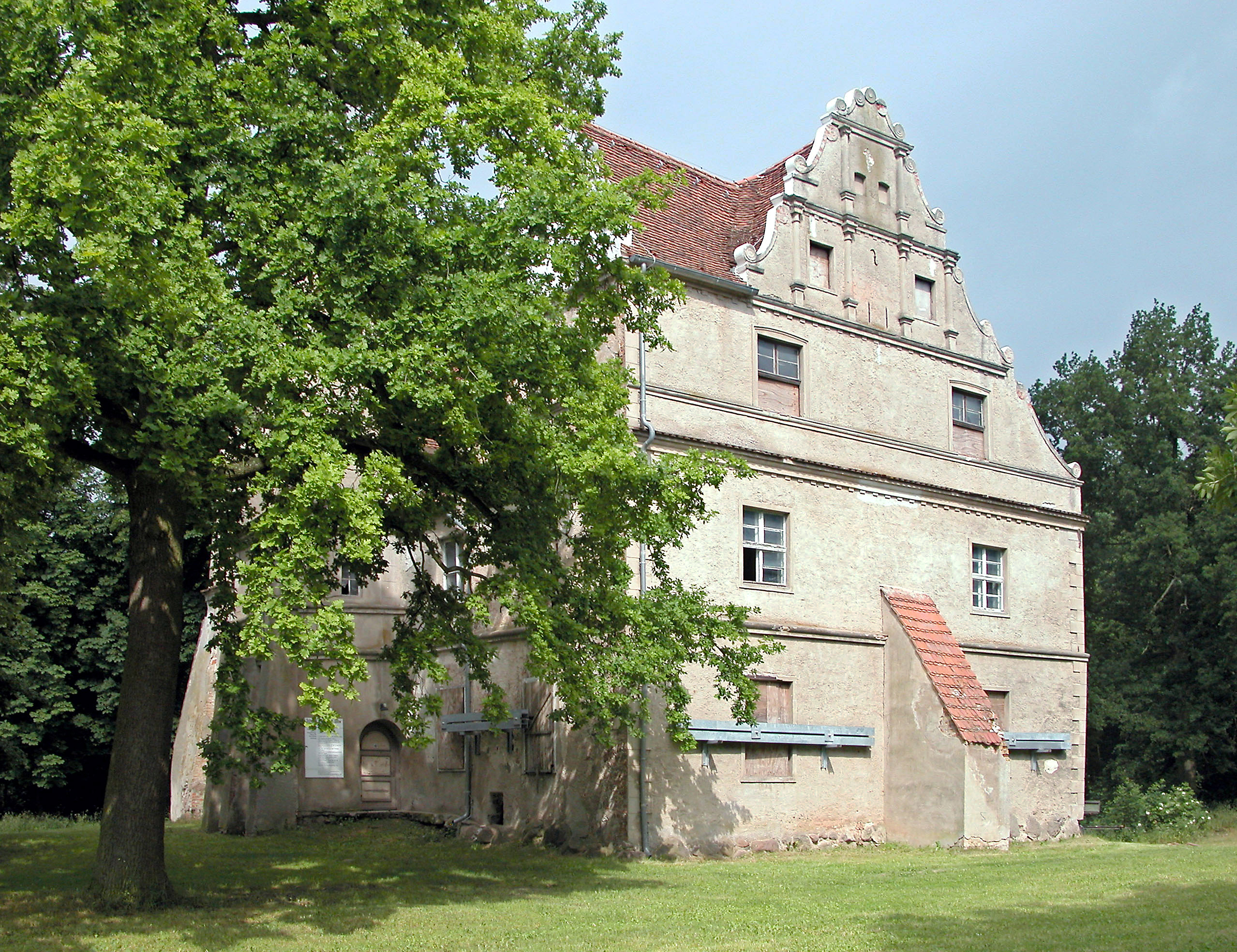
Ostgiebel (Zustand 2004)

Die erste urkundliche Erwähnung des Ortsnamens erfolgte 1172 als „villa Quilowe“, als Herzog Bogislaw I. von Pommern das Dorf dem Kloster Stolpe übereignete. Das Kloster dürfte Ministerialen mit der Verwaltung seines Besitzes in und um Quilow betraut haben, denn der heutige Schlossbau der Renaissancezeit steht auf einem mittelalterlichen Turmhügel, der zwischen dem 12. und 14. Jahrhundert Standort einer Motte war und ansatzweise mit ca. 2–3 m Höhe noch erkennbar ist, umgeben von einer weiträumigen, heute etwa zur Hälfte verfüllten und nur noch zu einem Drittel wasserführenden Graft.
Quilow war bis zum Ende des 15. Jahrhunderts im Besitz des Klosters und wurde dann von der pommerschen Adelsfamilie von Owstin erworben, die in benachbarten Dörfern noch weitere Güter besaß. 1485 wurde Quilow in einem Lehnsbrief des Herzogs Bogislaw X. für Hans und Claus von Owstin genannt. 1550 erbte Roleff von Owstin das Gut und erbaute, wohl zwischen 1560 und 1570, das Wasserschloss. Seine Grabplatte befindet sich in der Quilower Kirche. Von 1648 bis 1815 war Quilow Teil von Schwedisch-Pommern. Zu den in Quilow geborenen Familienmitgliedern gehörten der Landrat Christoph von Owstin (1559–1629), der schwedisch-pommersche Regierungsrat Joachim Kuno von Owstin (1608–1668) und der preußische General Carl Philipp von Owstin (1736–1811).
Nach dem Aussterben der männlichen Linie der Owstinen auf Quilow mit August Philipp von Owstin († 1855) kam das Gut 1858 durch Los an dessen dritte Tochter Sophia Carolina Friederike, die Frau des Landschaftsrates Carl Heinrich von Ploetz auf Schloss Stuchow, Kreis Cammin, und diente später als deren Witwensitz. Von 1885 bis 1920 wurde das Schloss meist nur im Herbst zu Jagden von Stuchow aus aufgesucht. Nach einer Erbteilung zwischen zwei Brüdern erfolgte ab 1920 eine Renovierung mit behutsamer Neugestaltung baufälliger Teile der Anlage durch den letzten Besitzer Major a. D. Claus von Ploetz. Dieser wurde 1945 durch die Bodenreform enteignet.

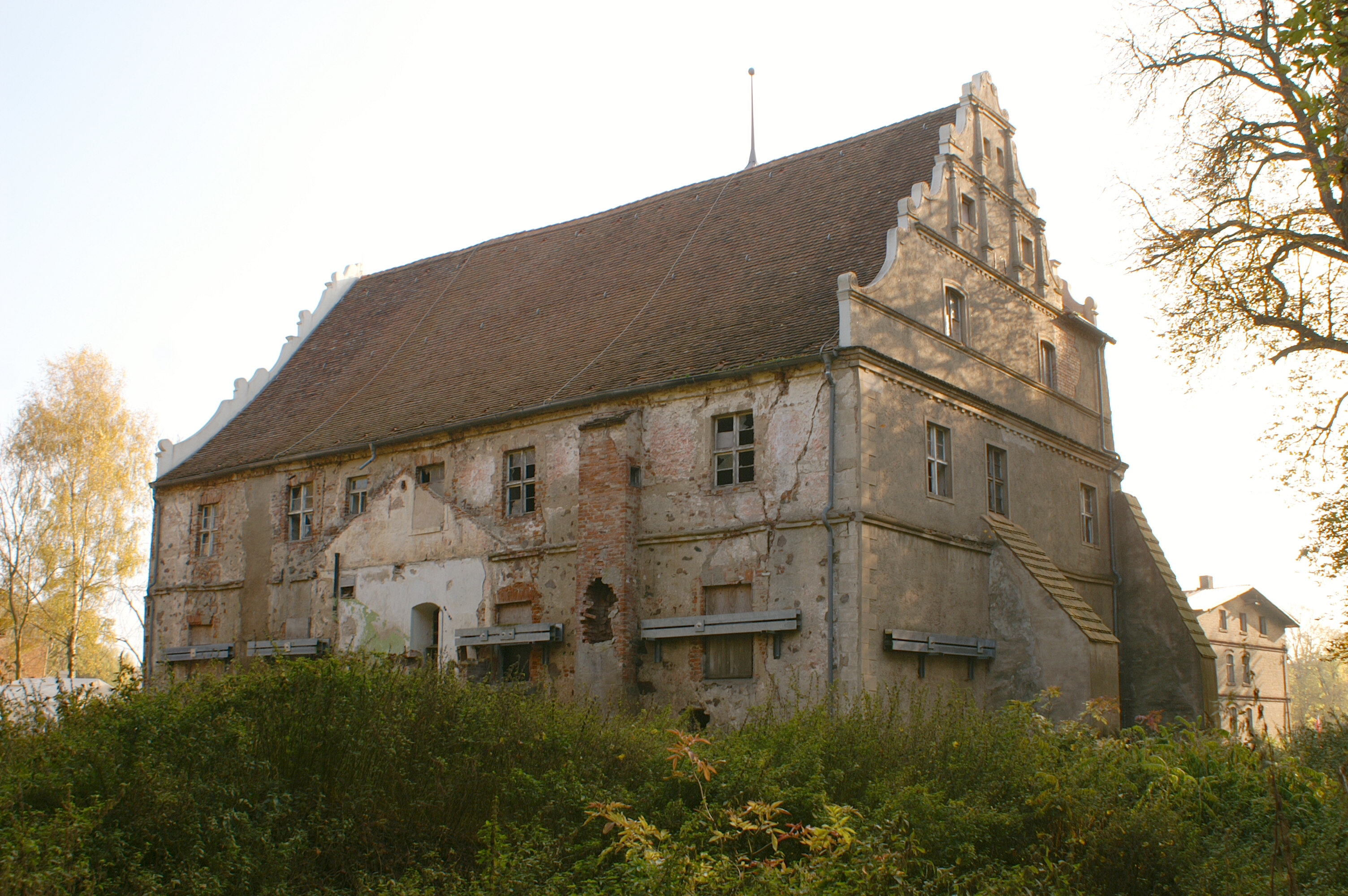
Nordseite und Westgiebel vor der Sanierung

Zu DDR-Zeiten waren im Gebäude Wohnungen, eine Poststelle, eine Turnhalle für die örtliche Schule u. a. untergebracht. Von 1958 bis 1967 erfolgt eine erneute Restaurierung der Anlage, wobei auch ein seitlicher Fachwerk-Anbau des späten 17. Jahrhunderts abgerissen wurde. Im Zuge dieser Maßnahme wurde der Wassergraben  zum größeren Teil zugeschüttet und trockengelegt, was zu statischen Problemen führte.
Nach der Wende wurde das Wasserschloss 1992 „leergezogen“. Trotz mehrerer Kaufinteressenten gelang es nicht, das Gebäude zu privatisieren. Es blieb im Besitz der Gemeinde Groß Polzin. Der neuzeitliche Küchenanbau auf der Rückseite wurde abgetragen. In Zusammenarbeit mit der Deutschen Stiftung Denkmalschutz erfolgten seit 1992/93 grundlegende Bemühungen um die Sanierung des Gebäudes. Neben einer Neueindeckung des Daches und einer Fundamentsicherung versuchte man sich an der statischen Sicherung mit Hilfe massiver Stahleinbauten. Diese Arbeiten endeten nach heftigen Setzungserscheinungen am Mauerwerk mit einer Notsicherung des Erdgeschosses, die für viele Jahre den Gesamteindruck des Schlosses in einer denkmalpflegerisch und ästhetisch völlig unbefriedigenden Weise prägte.
Im Oktober 2007 wurde das Wasserschloss mit dem seit langer Zeit trockenen Wassergraben und dem ehemaligen Gutsverwalterhaus von der Stiftung Kulturerbe im ländlichen Raum Mecklenburg-Vorpommern übernommen. Diese initiierte eine umfassende Sanierung der Anlage. Der Bund stellte für die Sanierung des Schlosses 213.400 Euro aus dem Denkmalschutz-Sonderprogramm IV bereit. Das Wirtschaftsministerium des Landes Mecklenburg-Vorpommern unterstützte die Investition mit Fördermitteln aus der Gemeinschaftsaufgabe „Verbesserung der regionalen Wirtschaftsstruktur“ und mit Mitteln aus dem „Europäischen Fonds für regionale Entwicklung“ (EFRE). Die Gesamtinvestitionssumme zur Nutzbarmachung des Gebäudes als „touristische Basisstation“ mit Veranstaltungsräumen und Ausstellungen betrug rund 4,9 Millionen Euro.
Im Sommer 2020 wurde das Schloss nach rund 10 Jahren Vorbereitungs- und etwa 3 Jahren Bauzeit feierlich eröffnet und ist seitdem zu besichtigen. Die große Renaissancehalle im Erdgeschoss wird gastronomisch genutzt, die Räume im Dachgeschoss für Veranstaltungen. Das nur teilsanierte erste Stockwerk enthält eine Ausstellung über die Geschichte des Bauwerks.
Im Jahr 2022 wurde das restaurierte Wasserschloss mit dem 1. Preis des Bundespreises für Handwerk in der Denkmalpflege ausgezeichnet.

## Anlage

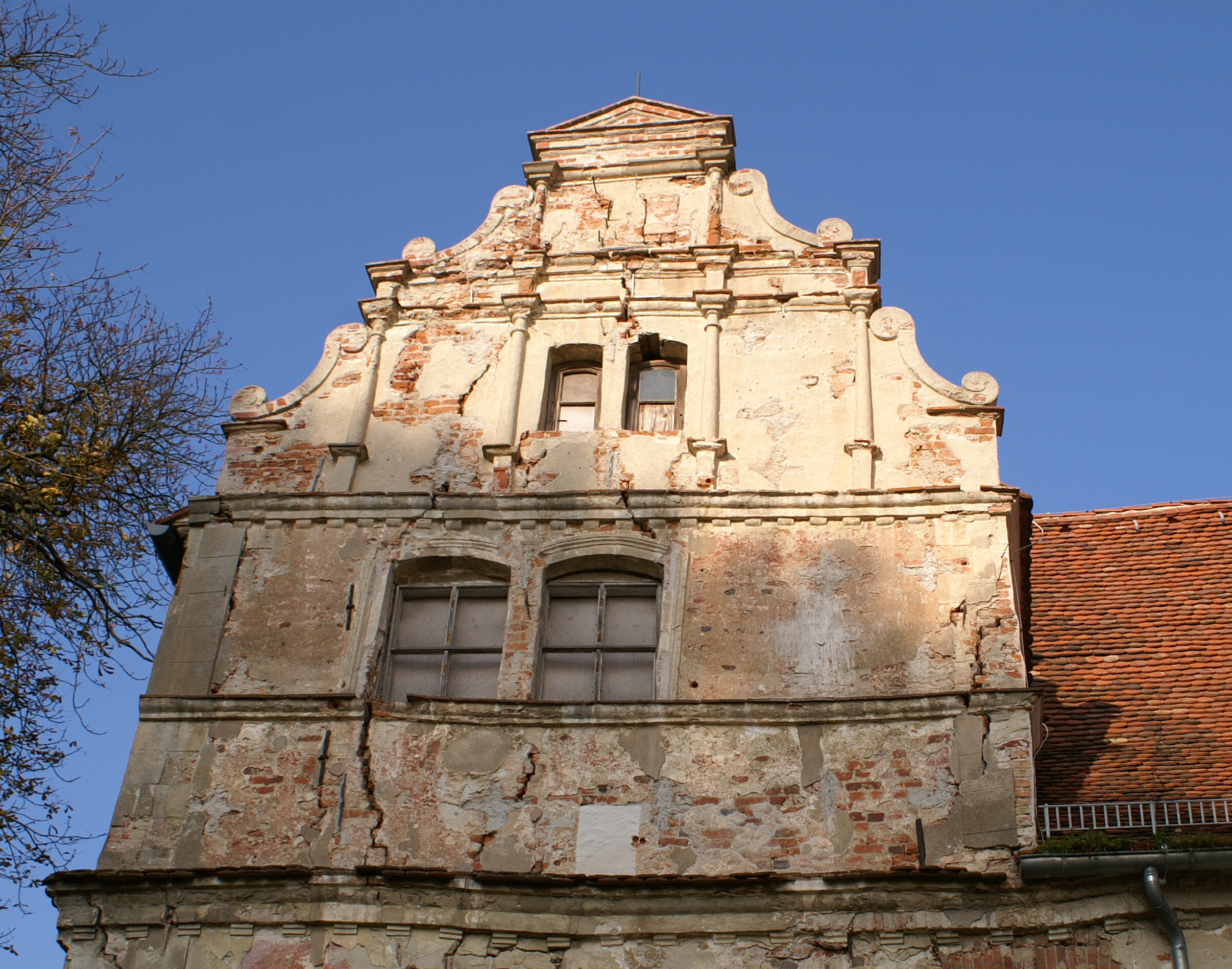
Giebel des westlichen Zwerchhauses vor der Sanierung

Der Bau des Herrenhauses wurde wohl in den 1560er Jahren begonnen und dürfte spätestens um 1575 vollendet gewesen sein. Es handelt sich um ein zweigeschossiges Festes Haus mit rechteckigem Grundriss. Im Keller und Erdgeschoss sind die ursprünglichen Kreuzgratgewölbe erhalten. Die Fundamente bestehen überwiegend aus Feldsteinen, die Außenwände aus geputztem Mischmauerwerk. Teilweise sichtbare Backsteinbereiche wurden bei Reparaturen nach dem Dreißigjährigen Krieg und bei späteren Sanierungsarbeiten eingefügt. An den Gebäudekanten sind stellenweise noch die Reste einer Putzquaderung erkennbar.
Das Dach hat einen liegenden Dachstuhl nach obersächsischem Vorbild. Ein besonderes Merkmal des Wasserschlosses sind die Zwerchhäuser über der Südfassade, die zur Bauzeit auf adligen und herrschaftlichen Gebäuden weit verbreitet waren (vgl. z. B. Schloss Schönfeld (Dresden)) und heute die letzten erhaltenen in Vorpommern sind. Von den ursprünglich vier Zwerchhäusern wurden die zwei auf der nördlichen Dachseite gelegenen bereits zum Ende des 17. Jahrhunderts wieder entfernt. Die erhaltenen Zwerchhäuser sind zweigeschossig gegliedert und als Fachwerkbau errichtet. Ihre Fassaden sind mit geputztem Mauerwerk verblendet. Während der untere Wandbereich in der Art eines zweiten Obergeschosses ausgeführt ist, sind die oberen Giebelfelder gehaltvoll mit Halbsäulchen und Gesimsbändern gegliedert.
Die Giebel der Ost- und Westseite wurden bei Sanierungsarbeiten in den 1960er Jahren weitgehend neu errichtet. Dabei wurde der eigentlich schlichter gestaltete Westgiebel aufwändiger neu gebaut, da das Aufmaß des Ostgiebels als Vorlage für beide Seiten verwendet wurde.
Vor der Südfassade, von den Zwerchhäusern eingerahmt, befindet sich ein Treppenturm mit unten quadratischem, über dem Obergeschoss achteckigem Grundriss. An der Nordseite des Schlosses sind noch die Reste eines Wirtschaftsanbaus aus dem 19. Jahrhundert erkennbar. Die Fassaden waren ursprünglich kalkweiß verputzt. Während der Schwedenzeit wurde der Anstrich in dem zu dieser Zeit in Mode gekommenen Falunrot erneuert, wie im Putz erkennbare Reste von Farbpigmenten zeigen. Im 19. Jahrhundert tendierte die Farbgebung nach helleren Rottönen wieder zu Weiß.
Das Schloss gehört zu den ältesten erhaltenen Putzbauten Vorpommerns und zu den wenigen erhaltenen pommerschen Renaissanceschlössern. Durch Zufall und durch seine Abgeschiedenheit blieb es vom Dreißigjährigen Krieg verschont, während das auf der gegenüberliegenden Seite der Peene nahe benachbarte Kloster Stolpe komplett zerstört wurde. Auch von den Nordischen Kriegen, vom Siebenjährigen Krieg und vom Zweiten Weltkrieg blieb das Schloss unberührt sowie als Nebengut von den üblichen „Überarbeitungen“ des Historismus verschont und präsentiert sich heute nahezu im Originalzustand des 16. Jahrhunderts.

## Fahrzeugmuseum
Die IFA-Sammlung Quilow ist ein Automuseum. Der Trabi-Buggy Club 93 e.V. betreibt es seit September 2020. Die Ausstellungsfläche beträgt 1600 Quadratmeter. Ausgestellt sind Trabant, Wartburg, Barkas, Simson Schwalbe und andere Fahrzeuge des Ostens.